# Качалкин, Виктор Тимофеевич
Ви́ктор Тимофе́евич Кача́лкин — российский военачальник и военный лётчик. Командующий Военно-транспортной авиацией России (2009—2013), генерал-лейтенант авиации.

## Биография

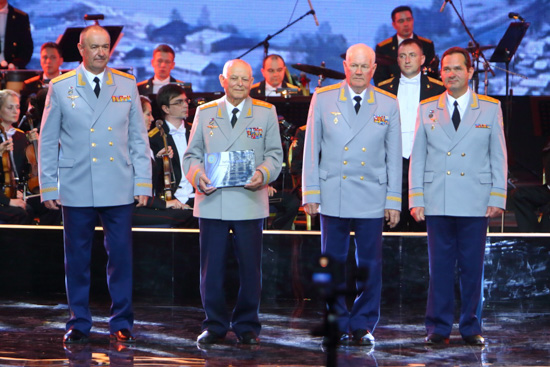
Генерал-лейтенант В. Т. Качалкин
(крайний справа) на юбилейном вечере, посвященном 90-летию ВТА. 2021 год

Родился 29 марта 1963 года в поселке Качалин Тацинского района Ростовской области.
После учебы в средней школе поступил в Балашовское высшее военное авиационное училище летчиков имени Главного маршала авиации А. А. Новикова, которое окончил в 1984 году.
Службу начал помощником командира военно-транспортного самолета.
В 1987 году принимал участие в боевых действиях в Анголе.
В 1993 году окончил Военно-воздушную академию имени Ю. А. Гагарина.
В 1997 году назначен на должность командира военно-транспортного авиационного полка.
В 2003 году окончил Военную академию Генерального штаба Вооруженных Сил России.
В 2004 году присвоено воинское звание генерал-майора авиации.
В 2005 году назначен заместителем командующего Военно-транспортной авиации.
В феврале 2007 года назначен командующим 61-й воздушной армией. В 2009 году 61-я воздушная армия была переформирована в Командование военно-транспортной авиации и был назначен командующим Военно-транспортной авиацией. Имеет налет более 4000 часов. В 2013 году уволен в запас.
Работал помощником Генерального директора ФГУП «Госкорпорация по ОрВД», затем возглавил филиал этой корпорации - «Аэроконтроль».

## Награды и звания
- Орден «За военные заслуги»
- Медали МО СССР и РФ
- Заслуженный военный лётчик Российской Федерации